# Società Sportiva Lazio
Pour les articles homonymes, voir SSL.
Maillots
Actualités
La Società Sportiva Lazio, couramment appelée Lazio en italien, est un club de football italien fondé en 1900 à Rome sous le nom de Società Podistica Lazio et basé à Formello, dans le Nord de la région de Rome (le Lazio).
La SS Lazio joue en Serie A, division dans laquelle le club a joué la majeure partie de leur histoire et remporté deux scudetti. Le club a également remporté sept coupes d'Italie, cinq supercoupes d'Italie et au niveau international, a gagné une Coupe des coupes, une Supercoupe de l'UEFA, et une Coupe des Alpes, atteignant aussi la finale de la Coupe de l'UEFA en 1998.
Ses couleurs traditionnelles, le blanc et le bleu ciel (d'où le surnom de Biancocelesti), ont été choisies au moment de sa fondation en l'honneur de la Grèce, berceau des Jeux olympiques, en continuité avec la tradition romaine. Son symbole est un aigle, entendu comme symbole de connexion territoriale, historique et d'inspiration avec la Rome antique. L'équipe partage le stade olympique avec l'AS Roma, son ennemie historique, qu'elle y affronte pour le Derby romain.
C'est la section football d'un club omnisports, la Polisportiva SS Lazio (it), qui compte 46 disciplines.

## Histoire
La Società Podistica Lazio, ce n'est seulement qu'en 1925 qu'elle est rebaptisée Società Sportiva Lazio, est fondée le 9 janvier 1900 sur la Piazza della Libertà, dans le quartier Prati à Rome, par un groupe de neuf jeunes Romains, dirigé par l'athlète Luigi Bigiarelli, jeune sous-officier chez les bersagliers.
La Lazio, qui dans ses premières années de son histoire ne dispute que le championnat local, s'affilie à la Fédération italienne de football en 1908. Elle participe à sa première compétition fédérale en 1910. Le club romain atteint la finale du tournoi national à quatre reprises, il s'incline à ce niveau contre Pro Verceil Calcio en 1913, puis la Casale Calcio en 1914, et le Genoa en 1923. La finale de 1915 n'est pas jouée en raison de la Première Guerre mondiale.

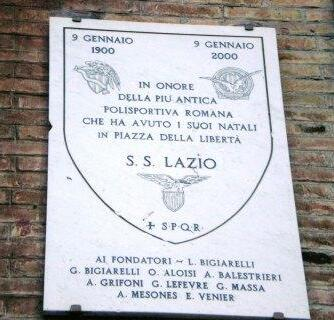
Plaque commémorant la fondation de la Lazio à la Piazza della Libertà (Roma, Prati).

En 1927 la Lazio est la seule société de la capitale à résister à l'idée de réunir toutes les équipes de Rome dans un seul club, qui allait devenir l'AS Roma, grâce à l'intervention décisive de Giorgio Vaccaro, un général piémontais de la Milice volontaire pour la sécurité nationale, c'est-à-dire la milice du Parti national fasciste, position qui lui a permis d'aider et de protéger la Lazio. Les « Biancocelesti », menés par Silvio Piola, attaquant italien le plus prolifique de tous les temps, participent au premier championnat de Serie A en 1929. La Lazio termine deuxième lors de la saison 1936-1937, leur meilleure place avant la Seconde Guerre mondiale. la Lazio atteint la finale de Coupe d'Europe centrale (par la suite rebaptisée Coupe Mitropa) durant laquelle elle perd les deux matches contre l'équipe hongroise Ferencváros.

### Année 1950-1980
Les années 1950 voient la Lazio obtenir des résultats mitigés. Le club remporte son premier trophée officiel, la Coupe d'Italie en 1958. Pour ce succès, les « Biancocelesti » reçoivent une cocarde tricolore. La Lazio descend pour la première fois en Série B en 1961, mais remonte en Série A deux ans plus tard.
Après quelques années en milieu de tableau, le club est de nouveau relégué pour la saison 1970-1971. De retour en Série A pour la saison 1972-1973, la Lazio lutte pour le titre jusqu'à la dernière journée. Une défaite sur le terrain de Naples met fin à ses espoirs. Les joueurs majeurs de cette équipe, menés par l'entraîneur Thomas Maestrelli, sont le défenseur et capitaine, Giuseppe Wilson, les milieux de terrain Luciano Re Cecconi et Mario Frustalupi, l'attaquant Giorgio Chinaglia. Avec cet effectif, la Lazio remporte l'année suivante son premier scudetto.
Après cet exploit accompli par le « gang Maestrelli », la Lazio doit faire face à des événements qui marqueront d'une manière profonde les saisons à venir: la disparition tragique de Re Cecconi et Maestrelli et le transfert soudain de Chinaglia aux États-Unis, diminuent le potentiel de l'équipe. La seule consolation vient de Bruno Giordano qui est, en 1979, le meilleur buteur du championnat.

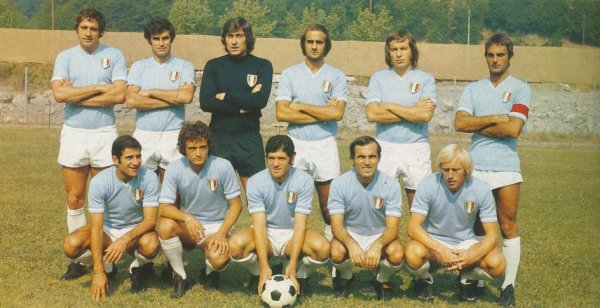
L'équipe biancoceleste champions d'Italie de la saison 1973-1974

L'année suivante, la Lazio est par sentence de justice sportive, reléguée en série B en raison du « Totonero », scandale de paris illégaux, impliquant certains de ses joueurs, ainsi que ceux d'autres équipes. La formation biancoceleste passe trois saisons en série B. Elle revient dans l'élite en 1983 et ne conserve sa place dans l'élite que lors de la dernière journée. La saison 1984-1985 est marquée par une nouvelle relégation après une dernière place en championnat, avec seulement quinze points, malgré l'apport de joueurs comme Vincenzo D'Amico, Bruno Giordano, Lionello Manfredonia et Michael Laudrup.
En 1986, la Lazio est frappée par une nouvelle pénalité de neuf points, en raison d'une nouvelle affaire de paris illégaux, le « Totonero-bis », qui implique le capitaine Claudio Vinazzani (it). L'équipe, dirigée par l'entraîneur toscan Eugenio Fascetti, lutte alors pour ne pas descendre en Serie C. La Lazio retrouve finalement la Série A en 1988.

### L'ère Cragnotti: l'Age d'Or (1992-2002)
L'arrivée du Romain Sergio Cragnotti, en 1992, change radicalement l'histoire du club grâce à ses investissements importants et l'arrivée de joueurs comme Juan Sebastián Verón, Christian Vieri et Paul Gascoigne.
| Saisons 1992–2002              |                    |        |
| Saison                         | Classement         | Points |
| 1991/92                        | 10.                | 34     |
| 1992/93                        | 5.                 | 38     |
| 1993/94                        | 4.                 | 44     |
| 1994/95                        | Médaille d'argent  | 63     |
| 1995/96                        | Médaille de bronze | 59     |
| 1996/97                        | 4.                 | 55     |
| 1997/98                        | 7.                 | 56     |
| 1998/99                        | Médaille d'argent  | 66     |
| 1999/00                        | Médaille d'or      | 72     |
| 2000/01                        | Médaille de bronze | 69     |
| 2001/02                        | 6.                 | 53     |
| Vert : Victoire en championnat |                    |        |

Principaux titres :
 Championnat d'Italie (1)
- Champion en 2000
- Vice-champion en 1995 et  1999

 Coupe d'Italie (2)
- Vainqueur en 1998 et 2000

 Supercoupe d'Italie (2)
- Vainqueur  en 1998 et 2000

 Coupe des coupes (1)
- Vainqueur en 1999

 Supercoupe d'Europe (1)
- Vainqueur  en 1999

 Coupe UEFA 
- Finaliste en 1998

#### Les années Signori (1992-1997)
Emmenés par son buteur Giuseppe Signori, auteur de 107 buts en 5 saisons, la Lazio s'installe durablement dans le premier quart du classement en 1993 (5e), 1994 (4e), 1995 (2e), 1996 (3e), 1997 (4e).
Elle sera notamment entrainée durant ces années par Zdenek Zeman, personnage haut en couleur et apôtre d'un jeu ultra offensif.
Le 11 juin 1995, le président Cragnotti annonce le transfert de l'attaquant Giuseppe Signori à Parme FC. La nouvelle déclenche la protestation des supporters de la Lazio qui affluent en masse dans les rues de la capitale en destination de via Novaro où la société est basée pour contester le départ du joueur. En fin d'après-midi, le président, sous la pression des fans, est forcé de retirer sa parole donnée aux dirigeants de Parme et le joueur reste à Rome.

#### La Lazio au sommet, les années Sven-Goran Erikson (1997-2001)
En 1997, l’entraîneur suédois Sven-Göran Eriksson arrive à Rome et ouvre une des plus belles pages de l'histoire du club.
Le club investit massivement sur le marché des transferts pour recruter en attaque Christian Vieri, et au milieu Juan Sebastian Veron ou encore Diego Simeone. Les grands noms se succèdent dans l'effectif comme la légende Roberto Mancini, Dejan Stankovic, Salas, Claudio Lopez, Hernan Crespo, Sinisa Mihajilovic, Alen Boskic, Simone Inzaghi, Almeyda, Favalli et le futur Ballon d'Or Pavel Nedved.
Alessandro Nesta est le symbole et capitaine de cette équipe.
Dès sa première saison le club atteint la finale de la Coupe UEFA 1998 où elle s'incline 3-0 face à l'Inter Milan et remporte la Coupe d'Italie. Cette même année, les « Biancocelesti » remportent leur première Supercoupe d'Italie. En 1998 également, la Lazio devient le premier club italien à être coté en bourse.

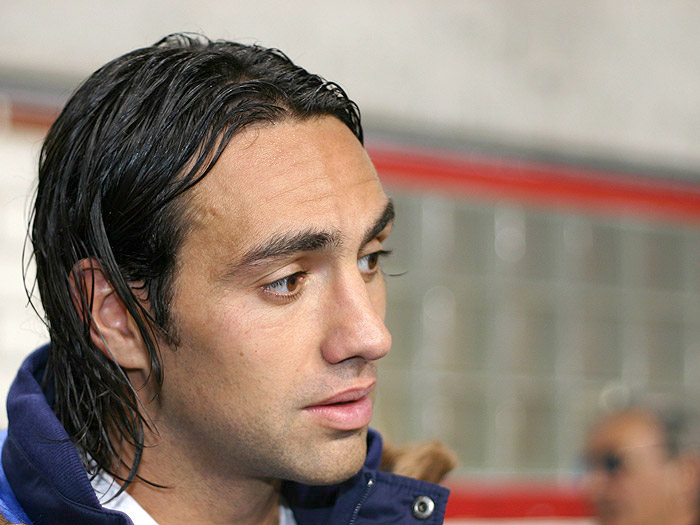
Alessandro Nesta, joueur emblématique de la Lazio de 1993 à 2002.

Luca Marchegiani, Giuseppe Pancaro, Alessandro Nesta , Siniša Mihajlović, Giuseppe Favalli, Dejan Stanković, Roberto Mancini, Matías Almeyda, Pavel Nedvěd, Marcelo Salas, Christian Vieri
Remplaçants :
En 1999, l'équipe emmenée par Vieiri est encore plus impressionnante et fait la course en tête durant toute la saison. Le Scudetto revient finalement au Milan AC lors de l'ultime journée. Les laziali se consoleront en remportant leur premier trophée européen, la Coupe des coupes la même année contre le Real Majorque 2-1. Le club gagne son deuxième titre européen la même année, la Supercoupe de l'UEFA contre Manchester United. Le mythique entraineur écossais Sir Alex Ferguson déclare que le plus grand regret de sa carrière comme entraîneur était d'avoir « perdu la Super Coupe d'Europe contre la Lazio, qui, à ce moment-là était la meilleure équipe du monde ».
L'année 2000 est  la consécration pour le club romain qui réalise pour son centenaire un triplé en remportant le championnat ainsi que la Coupe d'Italie et la Supercoupe d'Italie.
En Ligue des Champions l'équipe est éliminée en 1/4 de finale au terme d'une double confrontation épique face au futur finaliste Valence (5-2/0-1).
Passation de pouvoir en 2001, c'est le voisin de l'AS Rome qui remporte le Scudetto. La Lazio termine sur le podium mais sera éliminée précocement en phase de groupe de Ligue des champions.
Cette saison voit le départ de l’entraîneur suédois et une baisse des résultats sportifs de l'équipe.

#### Difficultés financières et transition (2001-2004)
A l'été 2001, Juan Sebastián Verón quitte le club pour rejoindre Manchester United et Pavel Nedvěd s'envole pour la Juventus Turin. Le club perd ainsi 2 de ses meilleurs joueurs.
Dans le même temps la Lazio recrute Gaizka Mendieta en provenance de Valence moyennant la somme spectaculaire de 48 millions d'euros. L'espagnol double finaliste de la Ligue des Champions est alors considéré comme un des meilleurs milieu de terrain du monde. Ce transfert sera un échec cuisant. Le joueur ne parviendra jamais à afficher le niveau qui était le sien les saisons précédentes. Il quittera le club dès l'été qui terminera à une anonyme 6e place.
À partir de 2002, en raison des problèmes financiers du président Cragnotti et de sa société Cirio, les résultats de la Lazio commencent à s'aggraver et le club est contraint de se priver de ses plus grands joueurs, y compris le capitaine et le symbole Alessandro Nesta. À l'été 2004, après une gestion de deux ans menée par le groupe bancaire Capitalia et Ugo Longo comme président du club, la Lazio se trouve au bord de la faillite, malgré deux augmentations de capital largement souscrites par les supporters.
Le club, désormais entrainé par Roberto Mancini remportera malgré tout la Coupe d'Italie en 2004.

### L'ère Claudio Lotito (2004 - aujourd'hui)
En juillet 2004, le Romain et entrepreneur Claudio Lotito acquiert le club biancoceleste grâce à un accord avec les dirigeants de Capitalia. Il réussit à sauver la société de la faillite grâce à une transaction avec le fisc italien, puis s'engage à payer sur vingt-trois ans les dettes accumulées de la SS Lazio avec les autorités fiscales en mars 2005. Cette saison, qui voit le retour à la Lazio de l'attaquant Paolo Di Canio, se termine par une défaite en finale de Supercoupe d'Italie contre le Milan AC, et une qualification en Intertoto.

#### Les années Delio Rossi (2005-2009)
L'année suivante, sous la direction de l'entraîneur Delio Rossi, l'équipe se qualifie pour la Coupe UEFA 2006-2007, mais à la suite du scandale du Calciopoli elle est évincée des compétitions européennes et pénalisée de onze points en championnat pour le championnat suivant, sanction réduite ensuite à trois points. Malgré ce handicap, La Lazio se classe troisième et se qualifie ainsi pour la Ligue des champions de l'UEFA.
Les années qui suivent sont difficiles pour la Lazio. L'équipe de Goran Pandev, Tomaso Rocchi et Alksandar Kolarov terminera dans le ventre mou du classement lors des 3 saisons suivantes (12e, 10e et 12e à nouveau).
En 2009, la Lazio remporte sa cinquième Coupe d'Italie, le premier trophée sous la présidence Lotito. En fin de la saison Delio Rossi est remplacé par Davide Ballardini et le club remporte ensuite sa troisième Supercoupe d'Italie en battant en finale à Pékin le champion d'Italie l'Inter Milan 2-1.

#### Performances et irrégularité (2009-2014)
Entre 2009 et 2014 le club connait une légère amélioration sans réussir à trouver la stabilité. Se succèdent ainsi sur le banc Ballardini, Reja, Petkovic puis de nouveau Reja.
Le 9 février 2010 Edoardo Reja remplace Davide Ballardini avec pour mission de sauver le club de la relégation. Cet objectif est atteint en terminant à la douzième place. Les deux saisons suivantes, la Lazio se classe 5e puis 4e, manquant de peu la qualification pour le tour préliminaire de la Ligue des champions de l'UEFA.
L'équipe enregistre cependant les arrivées du futur capitaine Lulic et du légendaire attaquant allemand Miroslave Klose en 2011. Il inscrira 64 buts en 171 rencontres.
Le 2 juin 2012, Edoardo Reja est remplacé par Vladimir Petkovic.
Le 26 mai 2013, l'équipe emmenée par son meneur de jeu brésilien Hernanes, l'ailier argentin Zarate accompagnés de Ledesma, Biglia, Mauri et Stephan Lichtsteiner remporte sa sixième Coupe d'Italie en battant son rival la Roma 1-0. Ce succès permet au club d'accéder à la Ligue Europa et de jouer la Supercoupe d'Italie contre la Juventus, championne d'Italie.

#### Stabilisation dans le haut du classement (2014-aujourd'hui)

##### Le mandat de Stefano Pioli et le retour sur le podium (2014-2016)
Au cours de la saison 2014-2015, Stefano Pioli installe son 4-3-3 reposant sur ses ailiers Felipe Anderson et Antonio Candreva.
Lors de la saison 2014-2015, la Lazio retrouve le podium de la Série A, après notamment huit victoires d'affilée en championnat en février et mars. Lors de l'ultime journée, les Laziali arrachent une victoire décisive face au Napoli (2-4), qui leur permet d'assurer la troisième place synonyme de tour préliminaire de la Ligue des Champions.
La saison suivante est décevante, le club chute à la 8e place et Stefano Pioli est remplacé par l'ancien joueur de la maison Simone Inzaghi.

##### Les années Inzaghi (2016-2021)
Au cours de son mandat, Inzaghi impose son style de jeu direct porté vers l'avant reposant sur une formation en 3-5-2. La défense est emmenée par le Néerlandais Stefan de Vrij qui s'impose comme l'un des meilleurs défenseurs du championnat. Au milieu de terrain, Sergej Milinkovic-Savic et Luis Alberto amorcent les offensives régulièrement achevées par Ciro Immobile. En effet, l'attaquant italien s'impose comme le joueur majeur de cette période en marquant 150 buts. Il notamment remporte le Soulier d'Or en 2020.
L'équipe termine à la 5e place en 2017 et en 2018, et remporte la Supercoupe d'Italie face à la Juventus la même année, après avoir atteint la finale de la Coupe d'Italie l'année précédente.
En 2019, l'équipe remporte à nouveau la Coupe d'Italie face à la Juventus, mais termine à la 8e place en championnat.
Au cours de la saison 2019-2020, la Lazio fait la course en tête du championnat jusqu'en janvier et l'interruption des compétitions de football à la suite de la pandémie de Covid-19. Moins performante lors du retour à la compétition, l'équipe termine à une décevante 4e place. Elle remporte cependant de nouveau la Supercoupe face à la Juventus de Cristiano Ronaldo.
La saison suivante est plus difficile et le club termine à la 6e place. En Ligue des champions, elle termine deuxième de son groupe et obtient une victoire de prestige face au Borussia Dortmund 3 buts à 1. Elle est cependant sèchement éliminée dès les huitièmes de finale par le Bayern Munich (4-1/1-2).
À l'été 2021, Simone Inzaghi est remplacé par l'ancien entraîneur de la Juventus, Maurizio Sarri.

## Palmarès et résultats

### Palmarès
| Compétitions nationales | Compétitions internationales |
| - Championnat d'Italie de Serie A (2) : - Champion : 1974 et 2000 - Vice-champion : 1913, 1914, 1923, 1937, 1995, 1999 et 2023 - Championnat d'Italie de Serie B (1) : - Champion : 1969 - Vice-champion : 1972, 1983 - Coupe d'Italie (7) : - Vainqueur : 1958, 1998, 2000, 2004, 2009, 2013 et 2019 - Finaliste : 1961, 2015 et 2017 - Supercoupe d'Italie (5) : - Vainqueur : 1998, 2000, 2009, 2017 et 2019 - Finaliste : 2004, 2013 et 2015 | - Coupe des coupes (1) : - Vainqueur : 1999 - Supercoupe de l'UEFA (1) : - Vainqueur : 1999 - Ligue Europa (0) : - Finaliste : 1998 - Coupe des Alpes (1) : - Vainqueur : 1971 |

| Organisation | Participation | Matchs | Victoires | Nuls | Défaites | Marqués | Encaissés | +/-  |
| ------------ | ------------- | ------ | --------- | ---- | -------- | ------- | --------- | ---- |
| Serie A      | 79            | 2695   | 1034      | 783  | 878      | 3773    | 3365      | +408 |

| Organisation        | Participation | Matchs | Victoires | Nuls | Défaites |
| ------------------- | ------------- | ------ | --------- | ---- | -------- |
| Ligue des champions | 7             | 60     | 24        | 16   | 20       |
| Ligue Europa        | 19            | 144    | 69        | 34   | 41       |
| Coupe des coupes    | 1             | 9      | 4         | 5    | 0        |
| Supercoupe d'Europe | 1             | 1      | 1         | 0    | 0        |
| TOTAL               | 28            | 214    | 98        | 55   | 61       |

## Structures du club

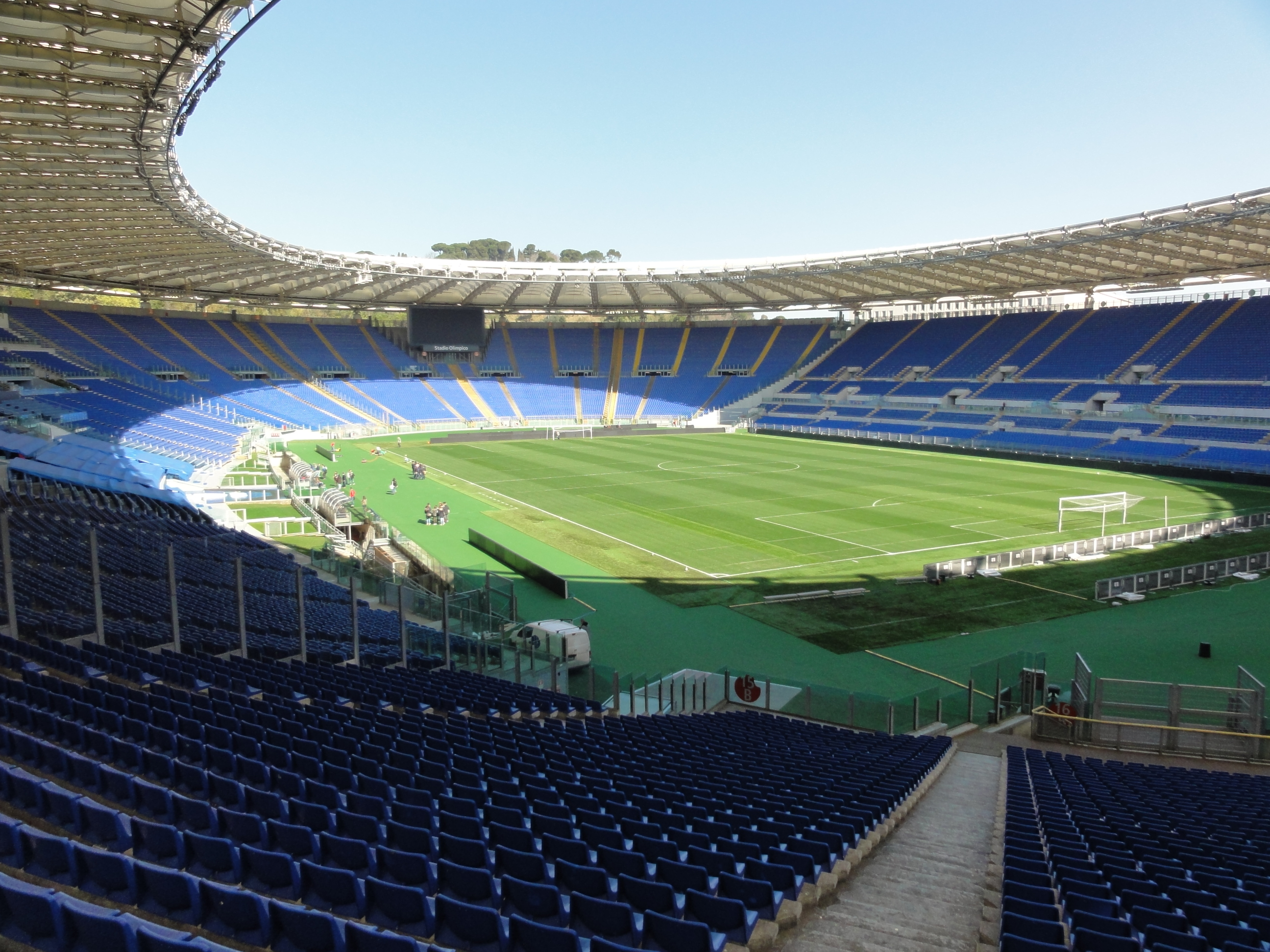
Stadio Olimpico

### Stade
La Lazio évolue au Stadio Olimpico, qu'il partage avec son rival l'AS Rome. Le match d'inauguration est joué le 17 mai 1953 opposant l'Italie et la Hongrie. Le Stadio Olimpico est la propriété du comité national olympique italien. Le stade connaît plusieurs liftings, en 1953 notamment et à l'occasion de la Coupe du monde 1990. Durant les travaux effectués lors de la saison 1989-1990, le club romain a évolué au stade Flaminio. Le Stadio olimpico devient ainsi le premier stade d'Italie en termes de places disponibles, devant le Stadio Giuseppe Meazza, avec une capacité de 82 656 spectateurs. En plus de cela, il fait également partie des deux stades italiens évalués par l'UEFA au rang de stades « cinq étoiles » (classement remplacé en 2006 par la « catégorie 4 UEFA »). En raison de la finale de la Ligue des champions 2009, le stade se voit réduire sa capacité de 9 758 places pour assurer une meilleure sécurité.

## Supporters
Les supporters de la Lazio se situent principalement dans la périphérie de Rome, chef-lieu de la région Lazio. Même s’il est risqué et faux de ranger tous les supporters dans une même catégorie, les Ultras Laziali sont étiquetés à droite voire à l’extrême droite dans l’échiquier politique italien. Les Ultras de la Lazio sont régulièrement épinglés pour des actes racistes ou antisémites, tels que des cris de singe, des saluts fascistes, des banderoles sur Auschwitz et des croix celtiques,. Par exemple, le 8 janvier 2025, les ultras rendent hommage à Jean-Marie Le Pen, politicien français d'extrême droite.

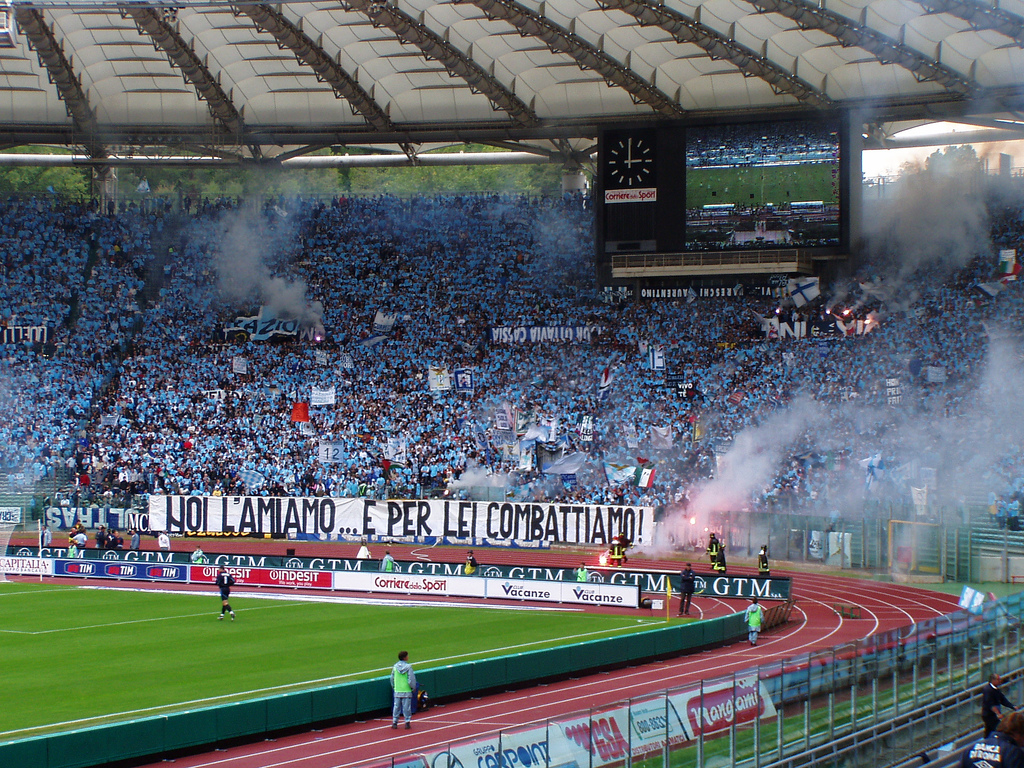
Curva Nord Lazio

Selon une enquête menée par studio Grizzaffi, une société spécialisée dans les études de marché, la SS Lazio est la sixième équipe d'Italie en nombre de supporteurs (4,8 % du total), avec environ 1,2 million de supporters en Italie, ce qui la place derrière la Juventus Football Club, l'Inter Milan, le Milan AC, le SSC Naples et l'AS Roma.
Le 28 octobre 1979, peu avant le début du derby entre la Lazio et l'AS Roma, un supporter laziale, Vincenzo Paparelli, est tué, atteint par une fusée lancée par un supporter romanista de la Curva Sud à la Curva Nord.
Avec l'arrivée du président Sergio Cragnotti au début des années 1990, la Lazio revient sur la scène européenne. Les laziali conquièrent les stades d'Europe: 4 000 à Dortmund, Vienne et Madrid, 20 000 à Paris, 15 000 à Birmingham, 10 000 à Monaco. En 2002, la société décide de retirer le numéro 12 en honneur de la Curva Nord. Le 11 novembre 2007, un supporteur laziale, Gabriele Sandri, est tué par un agent de police.

### Jumelage et rivalité
Le rapport entre les ultras de l'Inter Milan et de la Lazio est sûrement le plus solide d'Italie : il est né au milieu des années 1980 et il s'est renforcé à la fin des années 1990 avec la finale de la Coupe UEFA 1997-1998 à Paris et le 5 mai 2002, quand tout le Stade Olympique de Rome souhaitaient aux "amis" interisti la conquête du Scudetto. Un autre épisode significatif Lazio-Inter du 2 mai 2010, l'Inter qui était en course pour le Scudetto avec la Roma. Au niveau international, les jumelages les plus importants sont ceux avec le Real Madrid Club de Fútbol et l'Espanyol : le premier naît en 2001 pendant un match de Ligue des Champions entre les deux équipes et l'autre, comme ceux avec Chelsea Football Club et Levski Sofia, naît de convergences surtout pseudo-politique. Les supporters de la Lazio sont également affilié avec le groupe de supporters des Wisla Sharks de Cracovie.
La rivalité historique est celle avec les supporteurs de l'autre équipe de Rome : l'AS Roma. L'hostilité des ultras de la Lazio avec les supporteurs du SSC Naples naît du jumelage qu'il y a eu dans les années 1980 entre Napolitains et Romanisti. Avec les supporters du Milan AC, une forte rivalité existe surtout après le championnat 1998-99, gagné par le Milan AC à la dernière journée avec 1 point d'avance sur la Lazio. La rivalité avec la Juventus Football Club est due au championnat 1999-00 remporté par la Lazio avec un 1 point d'avance sur la Juventus Football Club et du jumelage avec l'Inter Milan.
Au niveau international, les rivalités les plus animés sont celles avec les supporters de l'Olympique de Marseille, d'Arsenal Football Club, de l'Atlético de Madrid et du Panathinaïkos.

## Personnalités du club

### Présidents
- 1901 - 1904 : Giuseppe Pedercini
- 1904 - 1923 : Fortunato Ballerini
- 1923 - 1924 : Enrico Giammei
- 1923 - 1925 : Fortunato Ballerini
- 1925 - 1925 : Giorgio Guglielmi
- 1925 - 1926 : Gerardo Branca
- 1926 - 1928 : Riccardo Barisonzo
- 1928 - 1929 : Nicolò Maraini
- 1929 - 1930 : Riccardo Barisonzo
- 1929 - 1932 : Remo Zenobi
- 1932 - 1932 : Alfredo Palmieri
- 1932 - 1933 : Remo Zenobi
- 1933 - 1936 : Eugenio Gualdi
- 1936 - 1938 : Erberto Vaselli
- 1938 - 1939 : Remo Zenobi
- 1939 - 1941 : Andrea Ercoli
- 1941 - 1944 : Giovanni Minotto
- 1944 - 1945 : Andrea Ercoli
- 1945 - 1945 : Arnaldo Coni
- 1945 - 1948 : Andrea Ercoli
- 1948 - 1948 : Renato Bornigia
- 1948 - 1949 : Giuseppe Rivola
- 1948 - 1949 : Giovanni Mazzitelli
- 1949 - 1953 : Remo Zenobi
- 1953 - 1954 : Antonio Annunziata
- 1953 - 1956 : Costantino Tessarolo
- 1956 - 1960 : Leonardo Siliato
- 1960 - 1961 : Andrea Ercoli
- 1960 - 1961 : Costantino Tessarolo
- 1961 - 1962 : Massimo Giovannini
- 1962 - 1963 : Ernesto Brivio
- 1963 - 1964 : Angelo Miceli
- 1964 - 1965 : Giorgio Vaccaro
- 1965 - 1966 : Gian Chiarion Casoni
- 1965 - 1980 : Umberto Lenzini
- 1980 - 1981 : Aldo Lenzini
- 1981 - 1983 : Gian Chiarion Casoni
- 1983 - 1986 : Giorgio Chinaglia
- 1986 - 1987 : Franco Chimenti
- 1986 - 1992 : Gianmarco Calleri
- 1992 - 1994 : Sergio Cragnotti
- 1994 - 1998 : Dino Zoff
- 1998 - 2003 : Sergio Cragnotti
- 2003 - 2004 : Ugo Longo
- 2004 - : Claudio Lotito

### Entraîneurs
| #  | Nom               | Période   |
| -- | ----------------- | --------- |
| 1  | Brutus Seghettini | 1901-1902 |
| 2  | Sante Ancherani   | 1902-1906 |
| 3  | Guido Baccani     | 1906-1924 |
| 4  | Dezső Kőszegi     | 1924-1926 |
| 5  | Jenő Ligeti       | 1926-1927 |
| 6  | Franz Sedlacek    | 1927-1929 |
| 7  | Peter Peas        | 1929-1930 |
| 8  | Ferenc Molnár     | 1930-1931 |
| 9  | Amílcar Barbuy    | 1931-1932 |
| 10 | Karl Stürmer      | 1932-1934 |
| 11 | Walter Alt        | 1934-1936 |
| 12 | József Viola      | 1936-1939 |
| 13 | Géza Kertész      | 1939-1941 |
| 14 | Alexander Popović | 1941-1943 |
| 15 | Paniers Dino      | 1943-1946 |

| #  | Nom                 | Période   |
| -- | ------------------- | --------- |
| 16 | Tony Cargnelli      | 1943-1948 |
| 17 | Orlando Tognotti    | 1948-1949 |
| 18 | Mario Sperone       | 1949-1951 |
| 19 | Joseph Bigogno      | 1951-1953 |
| 20 | Mario Sperone       | 1953-1954 |
| 21 | Federico Allasio    | 1954-1955 |
| 22 | Roberto Copernic    | 1955-1956 |
| 23 | Jesse Carver        | 1956-1957 |
| 24 | Milovan Ćirić       | 1957-1958 |
| 25 | Fulvio Bernardini   | 1958-1961 |
| 26 | Paul Todeschini     | 1961-1962 |
| 27 | Charles Facchini    | 1962-1963 |
| 28 | Juan Carlos Lorenzo | 1963-1964 |
| 29 | Umberto Mannocci    | 1964-1967 |
| 30 | Renato Gei          | 1967-1968 |

| #  | Nom                 | Période   |
| -- | ------------------- | --------- |
| 31 | Juan Carlos Lorenzo | 1968-1971 |
| 32 | Thomas Maestrelli   | 1971-1975 |
| 33 | Julius Corsini      | 1975-1976 |
| 34 | Luís Vinício        | 1976-1978 |
| 35 | Roberto Lovati      | 1978-1980 |
| 36 | Ilario Castagner    | 1980-1982 |
| 37 | Roberto Clagluna    | 1982-1983 |
| 38 | Juan Carlos Morrone | 1983-1984 |
| 39 | Paul Carosi         | 1984-1985 |
| 40 | Luigi Simoni        | 1985-1986 |
| 41 | Eugenio Fascetti    | 1986-1988 |
| 42 | Giuseppe Materazzi  | 1988-1990 |
| 43 | Dino Zoff           | 1990-1994 |
| 44 | Zdeněk Zeman        | 1994-1997 |
| 45 | Sven-Göran Eriksson | 1997-2000 |

| #  | Nom                | Période   |
| -- | ------------------ | --------- |
| 46 | Dino Zoff          | 2000-2001 |
| 47 | Alberto Zaccheroni | 2001-2002 |
| 48 | Roberto Mancini    | 2002-2004 |
| 49 | Domenico Caso      | 2004-2005 |
| 50 | Delio Rossi        | 2005-2009 |
| 51 | Davide Ballardini  | 2009-2010 |
| 52 | Edoardo Reja       | 2010-2012 |
| 53 | Vladimir Petković  | 2012-2013 |
| 54 | Edoardo Reja       | 2014      |
| 55 | Stefano Pioli      | 2014-2016 |
| 56 | Marcelo Bielsa     | 2016      |
| 57 | Simone Inzaghi     | 2016-2021 |
| 58 | Maurizio Sarri     | 2021-2024 |
| 59 | Igor Tudor         | 2024      |
| 60 | Marco Baroni       | 2024-2025 |
| 61 | Maurizio Sarri     | 2025-     |

### Joueurs

#### Joueurs emblématiques
| Joueurs          | Matchs |
| ---------------- | ------ |
| Ștefan Radu      | 427    |
| Giuseppe Favalli | 401    |
| Giuseppe Wilson  | 395    |
| Paolo Negro      | 377    |
| Senad Lulić      | 371    |
| Aldo Puccinelli  | 342    |
| Ciro Immobile    | 340    |
| Luca Marchegiani | 339    |
| Vincenzo D'Amico | 338    |
| Cristian Ledesma | 319    |

| Joueurs                 | Buts |
| ----------------------- | ---- |
| Ciro Immobile           | 207  |
| Silvio Piola            | 159  |
| Giuseppe Signori        | 127  |
| Giorgio Chinaglia       | 122  |
| Bruno Giordano          | 108  |
| Tommaso Rocchi          | 105  |
| Aldo Puccinelli         | 78   |
| Fulvio Bernardini       | 73   |
| Sergej Milinković-Savić | 69   |
| Dante Filippi           | 65   |

#### Effectif professionnel actuel
Le premier tableau liste l'effectif professionnel de la Lazio pour la saison 2025-2026. Le second recense les prêts effectués par le club lors de cette même saison.
En grisé, les sélections de joueurs internationaux chez les jeunes mais n'ayant jamais été appelés aux échelons supérieurs une fois l'âge-limite dépassé ou les joueurs ayant pris leur retraite internationale.